# Zadar (traghetto)
Lo Zadar è un traghetto appartenente alla compagnia di navigazione croata Jadrolinija.

## Servizio
Costruito nei cantieri Astilleros Espanoles S.A. H. J. Barreras di Vigo con il nome di Ibn Battouta 2 e consegnato nell'aprile del 1993 alla marocchina LIMADET (Lignes Maritimes du Detroit), prende servizio nei collegamenti tra Algeciras e Tangeri Med.
Nel luglio del 1998 viene venduto alla Trasmediterránea e, ribattezzato Ciudad de Tanger, riprende il servizio tra le due sponde dello stretto di Gibilterra.
La mattina del 16 luglio 2000 , entra in collisione con il comlagno di flotta Ciudad de Ceuta durante la navigazione verso Algeciras, che stava effettuando la rotta inversa. Nell'incidente, causato dalla fitta nebbia, persero la vita cinque persone, tutte a bordo della Ciudad de Ceuta. Gravemente danneggiato, il Ciudad de Tanger venne rimorchiato a Cadice e riparato, tornando in servizio a novembre.
Nel marzo del 2002 viene ribattezzato Isla de la Gomera e trasferito nei collegamenti tra Los Cristianos, La Gomera ed El Hierro.
Nell'aprile del 2004 viene venduto alla Jadrolinija, continuando tuttavia ad operare fino al 31 maggio successivo. 
Consegnato a giugno 2004 alla Jadrolinija, viene ribattezzato Zadar ed inserito nei collegamenti tra Zara ed Ancona.
Da gennaio al 18 marzo 2006 opera nei collegamenti tra Rijeka, Dubrovnik e Bari. Successivamente, torna ad operare tra Zara ed Ancona.

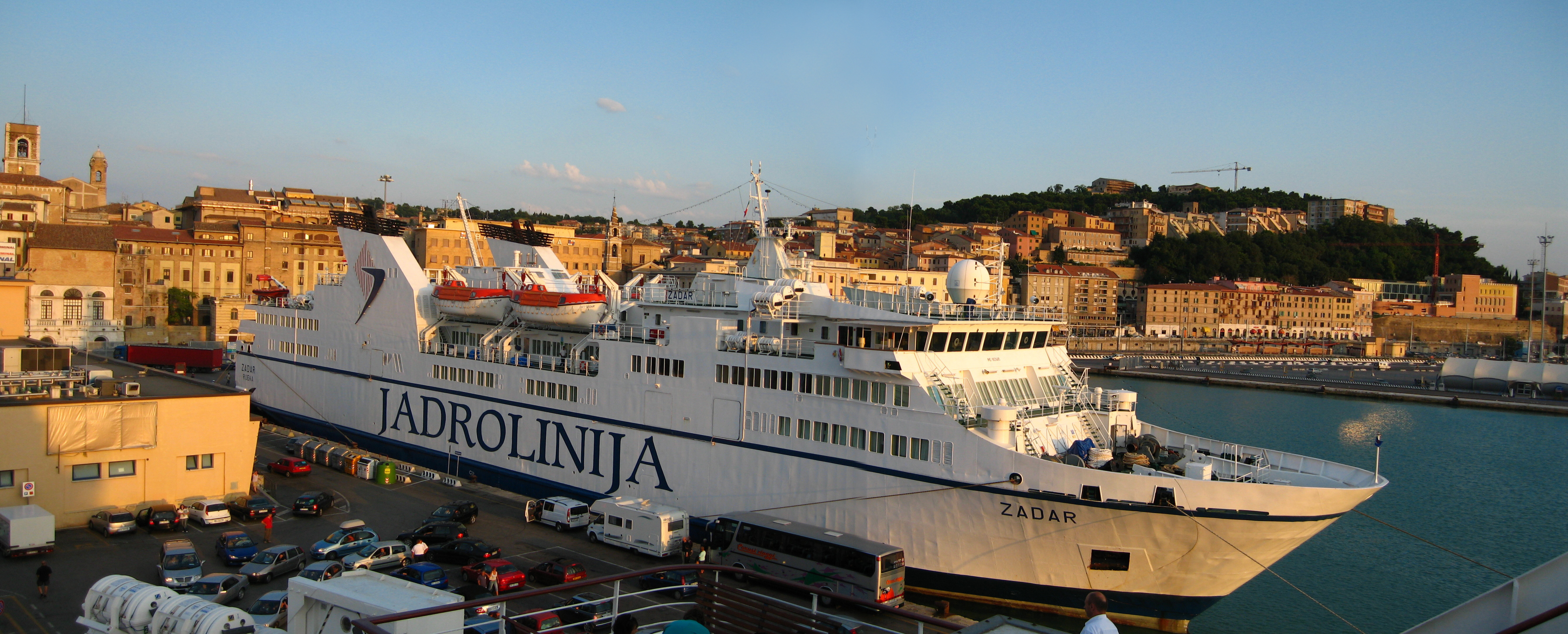
Lo Zadar ormeggiato ad Ancona nel 2006.

Successivamente, viene trasferito nei collegamenti tra Spalato e Stari Grad.

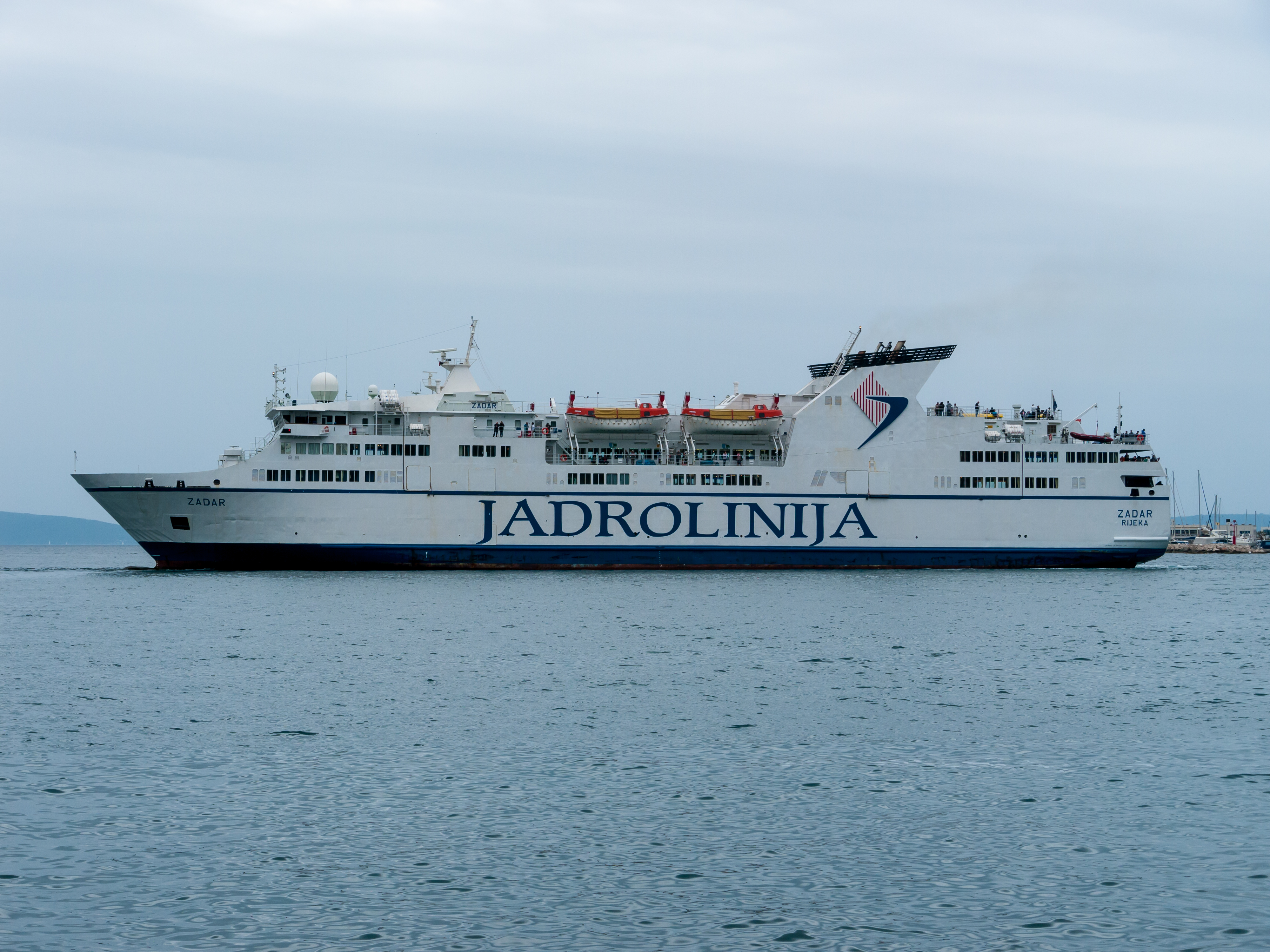
Lo Zadar in arrivo a Spalato nel 2018.

Dopo un periodo di disarmo invernale, nell'aprile del 2024 torna in servizio nei collegamenti tra Spalato e Vis.
Nell'estate del 2025 viene trasferito nei collegamenti tra Spalato e Stari Grad.